# Esmaga joelhos
O esmaga joelhos é um instrumento de tortura muito usado na antiguidade, na região do Sião, na Ásia, e empregada como meio de confissão de crimes hereges pela inquisição europeia.
O instrumento não produz a morte direta da vítima, e sim, uma punição. Na Ásia, era utilizado para punir ladrões, enquanto que na inquisição medieval, também era utilizado para torturas preliminares antes de uma execução formal.

## Funcionamento
O dispositivo possui duas barras de madeira (ou ferro) presas por dois tirantes ou parafusos sem fim fixados nas laterias destas barras. Na parte interna das barras existem dentes pontiagudos e a ideia de tortura era quando as pernas da vítima eram colocadas dentro do dispositivo, nas proximidades do joelho, para que as barras fossem apertadas uma contra a outra e assim, os dentes penetravam na carne do torturado. 